# Instituto de Diagnóstico y Referencia Epidemiológicos
El Instituto de Diagnóstico y Referencia Epidemiológicos "Dr. Manuel Martínez Báez" (InDRE),  es la institución dependiente de la Secretaría de Salud de México, encargada del diagnóstico, control, referencia, investigación y desarrollo tecnológico para la vigilancia de enfermedades epidemiológicas.  Se encuentra en la Ciudad de México y su actual director general adjunto es el Dr José Alberto Díaz Quiñonez (2012).
Su función es servir como Laboratorio Nacional de Referencia, llevando a cabo la vigilancia y pruebas de diagnóstico para un amplio espectro de agentes y enfermedades; virus respiratorios, rabia y arbovirus, entre otros. Actualmente cuenta con nuevas instalaciones, que cumplen con estándares internacionales e incrementa su infraestructura con laboratorios de bioseguridad nivel 3 (BSL-3). Cuenta con certificación internacional ISO 9001 e ISO 15189.
Desde septiembre de 2006, ha recibido aporte de entrenamiento y equipo para sus laboratorios y unidades epidemiológicas, por parte del CDC estadounidense.

## Historia[4]
Inició como el Instituto de Salubridad y Enfermedades Tropicales en 1939. En 1985 se fortaleció la Red Nacional de Laboratorios de Salud Pública y en 1989 cambió su denominación al de Instituto Nacional de Diagnóstico y Referencia Epidemiológicos, Dr Manuel Martínez Báez.

### Departamentos
Cuenta con 5 departamentos, 69 laboratorios y una Unidad de Investigación y Desarrollo. Algunos de ellos son:
- Bacteriología
- Enfermedades emergentes y urgencias
- Parasitología
- Virología
- Control de muestras y servicios
- Unidad de Desarrollo Tecnológico e Investigación Molecular (UDTI)

## Red de Laboratorios Nacionales de Respuesta
Forma parte del Laboratory Response Network LRN, conformado por el Departamento de Servicios de Salud Humana, los Centros de Control de Enfermedades CDC, el FBI y la Asociación de Laboratorios de Salud Pública y otras agencias estadounidenses.
La red se conforma por Canadá, Australia, Reino Unido, Estados Unidos y México.

## Nuevas instalaciones
Fueron inauguradas el 7 de abril de 2014.   Las nuevas instalaciones, con una inversión de 1, 200 millones de pesos (91 millones de dólares) cuentan con una superficie de 17, 000 metros cuadrados, seis laboratorios de nivel BSL-2 y BSL-3, vivario animal y áreas administrativas - educativas. Cuenta con estándares de diseño establecidos por el Instituto Nacional de Salud, la Organización Mundial de la Salud y el Centro de Control de Enfermedades estadounidense. El proyecto fue realizado por el despacho de arquitectura HKS Architects y la Facultad de Arquitectura de la UNAM.